# Nephelomys albigularis
Nephelomys albigularis är en däggdjursart som först beskrevs av Robert Fisher Tomes 1860.  Nephelomys albigularis ingår i släktet Nephelomys och familjen hamsterartade gnagare. Inga underarter finns listade i Catalogue of Life.
Weksler et al. 2006 flyttade arten och några andra gnagare från släktet risråttor (Oryzomys) till släktet Nephelomys. IUCN följer redan denna studie. Dessutom utgör Oryzomys/Nephelomys albigularis i överensstämmelse med undersökningen en grupp av olika arter så att en framtida uppdelning är trolig.

## Utseende
Arten påminner om en vanlig råtta i utseende. Den blir 13 till 17,5 cm lång (huvud och bål) och har en lika lång eller något kortare svans. Den genomsnittliga vikten är 62 g. Dessutom är bakfötterna med en ungefärlig längd av 3,2 cm stora. Pälsens färg på ryggen varierar mellan rödbrun och svartbrun. Den blir ljusare på sidorna och undersidan är smutsig vit. Öronen är glest täckta med svarta hår och svansen är naken. Liksom hos andra risråttor är den andra lägre molaren i varje käkhalva tydlig större än den tredje lägre molaren (nästan dubbel storlek). Likaså finns en förminskad femte tå vid bakfötterna.

## Utbredning och habitat
Denna risråtta förekommer i bergstrakter i södra Panama och i norra Sydamerika. Utbredningsområdet sträcker sig där fram till nordvästra Venezuela respektive till centrala Peru. Arten vistas i regioner som ligger 900 till 3300 meter över havet. Mycket sällan observeras den i lägre områden. Habitatet utgörs av ursprungliga och av återskapade bergsskogar.

## Ekologi
Nephelomys albigularis är främst aktiv på natten men den kan även vara dagaktiv. Arten går huvudsakligen på marken och den har bra simförmåga. Födan utgörs av olika växtdelar som frön, frukter, grönsaker, blad och bark samt av några insekter.
Fortplantningssättet är bara känt från individer som hölls i fångenskap. De bildar monogama par och honor kan para sig hela året. Dräktigheten varar cirka 27 dagar och sedan föds oftast 3 ungar, ibland upp till 5 ungar. Ungarna diar sin mor cirka 22 dagar och de blir könsmogna efter ungefär 47 dagar (hanar) respektive cirka 52 dagar (honor). Även fadern deltar i ungarnas uppfostring vad som är ovanlig för en gnagare.
Livslängden är bara känd för labordjur. De lever vanligen 100 dagar och ibland upp till 150 dagar.

## Nephelomys albigularisoch människor
I vildmarken har människor sällan kontakt med denna risråtta på grund av artens utbredning i höga bergstrakter. På grund av skogsavverkningar minskar beståndet men Nephelomys albigularis är inte än sällsynt. IUCN listar arten som livskraftig (Least Concern). Gnagaren är värd för många parasiter som kan överföra sjukdomar, till exempel en variant av Arenavirus.